# Sociobiología

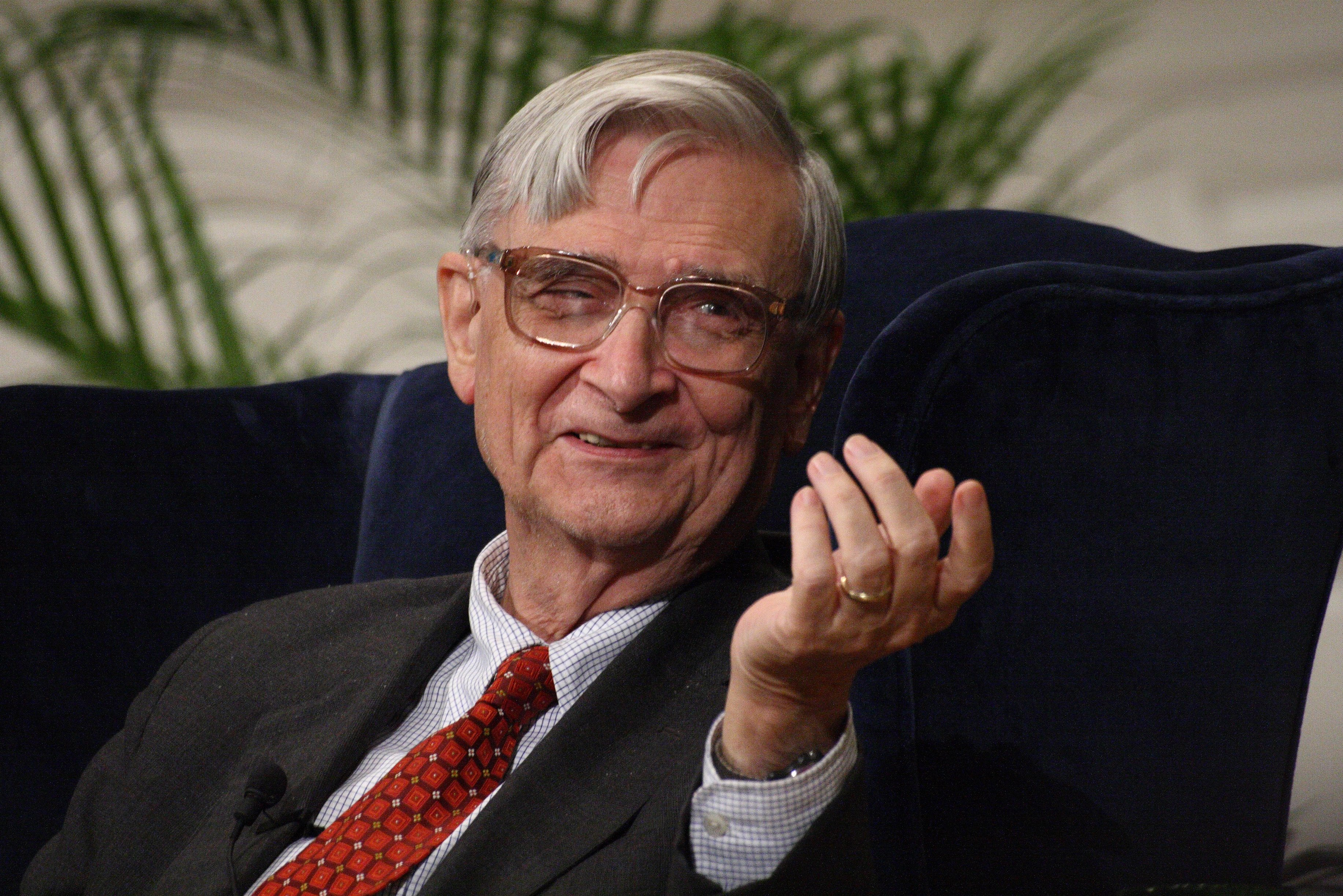
El biólogo y conservacionista Edward O. Wilson en la Universidad de Yale, en 2007.

La sociobiología es una síntesis de disciplinas científicas que tiene como objeto la explicación del comportamiento social en todas las especies biológicas en términos de las ventajas evolutivas de estos comportamientos. En esencia es una ramificación de biología y sociología pero en su análisis incluye etología, antropología, estudios evolutivos, zoología, arqueología, genética poblacional y otras áreas de estudio. Dentro del marco estricto de las sociedades humanas, la sociobiología se relaciona con la ecología comportamental humana y la psicología. Se fundamenta en las bases biológicas de las conductas sociales de los animales (incluyendo los humanos) como la cooperación, la agresión, la territorialidad, los sistemas sociales y la elección de pareja.

## Introducción
La sociobiología surgió como un intento de ampliar el concepto de selección natural a los sistemas sociales y a la conducta social de los animales, incluidos los seres humanos. Los sociobiólogos piensan que los patrones de conducta con los que se nace se modifican, e incluso, desaparecen en el transcurso del proceso de selección natural. Algunos sociobiólogos tienen planteamientos cercanos al darwinismo social.
Los sociobiólogos postulan que tanto el comportamiento animal como el comportamiento humano no puede ser explicado satisfactoriamente sólo tomando en cuenta factores culturales y ambientales. Postula la teoría sociobiológica que para entender completamente el comportamiento de las especies animales, este debe ser analizado desde la lupa o enfoque de sus orígenes evolutivos. 
La sociobiología es un enfoque de trabajo, y muchos de los sociólogos consideran que su trabajo se encave dentro de la biología evolutiva que intenta responder a los porqué de la conducta, aunando conceptos de la biología del comportamiento, de la ecología de poblaciones y de la biología evolutiva. Para la sociobiología, todo comportamiento resulta de una compleja interacción entre la herencia y el ambiente. El comportamiento, entonces, está sujeto a los efectos de la selección natural, de manera tal que los animales están predispuestos a comportarse adaptativamente en sus ambientes naturales.
Si la selección natural darwiniana acepta que existen pautas de comportamiento hereditarias que posibilitan que algunos organismos tengan grandes probabilidades de éxito reproductivo o de supervivencia de sus individuos, muchos biólogos aceptan hoy que estas pautas de comportamiento presentes en especies animales, podrían también estar presentes y desempeñar un papel central en las sociedades humanas, y es aquí donde se genera la controversia de la aplicabilidad de la teoría sociobiológica desarrollada para el mundo animal y su aplicabilidad o validez para el universo de la sociedad humana.
Los sociobiólogos enfocan su interés en el comportamiento instintivo o intuitivo. Se intenta explicar las similitudes y diferencias entre las culturas o modelos de comportamiento. Intentan analizar cómo el comportamiento puede dar una explicación lógica de los datos de igualdad y diferencia desde las presiones de selección que se presentan en la historia de una especie.
E. O. Wilson, el fundador de la perspectiva sociobiológica en la zoología, demostró lógicamente que los organismos altruistas sobreviven por reproducción favorecida de sus genes altruistas, cuando la estrategia de los altruistas no favorece la supervivencia de sus individuos entonces predominan los no altruistas y aumenta su número en la población. Los individuos altruistas, en términos humanos, practican la ética de que la “caridad empieza en casa”, con buenos resultados en tanto que repercuta favorablemente en la supervivencia del grupo.
La sociobiología es una síntesis de disciplinas científicas que tiene como objeto la explicación del comportamiento social en todas las especies biológicas en términos de las ventajas evolutivas de estos comportamientos. En esencia es una ramificación de biología y sociología pero en su análisis incluye etología, antropología, estudios evolutivos, zoología, arqueología, genética poblacional y otras áreas de estudio. Dentro del marco estricto de las sociedades humanas, la sociobiología se relaciona con la ecología comportamental humana y la psicología. La sociobiología se ha convertido en una de las controversias científicas de finales del siglo pasado y comienzos del presente, específicamente desde el contexto de la explicación del comportamiento humano. Sus críticos, principalmente Richard Lewontin y Stephen Jay Gould, se centran en revisar la postura sociobiológica desde la cual los genes ante todo determinan el comportamiento humano. Características como la agresividad y el comportamiento sexual se explicarían en términos biológicos en donde el entorno social es secundario. La sociobiología elabora su tesis alrededor de la dicotomía genética/experiencia. En respuesta a la controversia el antropólogo John Tooby y la psicóloga Leda Cosmides presentaron la tesis de psicología evolutiva como una interpretación menos controvertida de la sociobiología. 
La sociobiología en su versión fuerte se basa en la idea que comportamientos animales — sociales e individuales— son hereditarios y se ven afectados por la selección natural. Asume por tanto que los comportamientos en sí evolucionan de la misma manera que las características físicas. Los animales por tanto se comportan según patrones que les han sido relevantes para la supervivencia, lo cual se traduce en la formación de procesos sociales complejos que conducen a la adecuación (fitness) evolutiva. La sociobiología busca explicar el comportamiento en términos de la selección natural: el comportamiento se ve como esfuerzos para preservar los genes propios en una determinada población. Inherente al razonamiento sociobiológico es la idea de heredar comportamientos de generación en generación: ciertos genes o combinación de genes contienen información o características comportamentales. Una base genética para características comportamentales instintivas para especies no humanas se acepta en muchos medios científicos. Sin embargo, pretender usar el genoma —o más cuestionablemente genes individuales— para explicar complejos comportamientos (racionales o funcionales) humanos a nivel individual y de sociedad continúa siendo extremadamente controvertido.

### Origen del término
El filósofo y sociólogo Rudolf Goldscheid es considerado el fundador de esta disciplina, si bien, en la más nueva conciencia científica y cultural, es atribuida al etólogo John Paul Scott, quien acuñó el término sociobiología en 1948 en una conferencia sobre genética y comportamiento social, y a Edward O. Wilson. Este último lo difundió en su libro Sociobiology: The New Synthesis, en 1975. Los antecedentes del pensamiento sociobiológico incluyen la obra de Robert Trivers y William D. Hamilton. El libro popularizó la intención de explicar la mecánica evolutiva detrás de los comportamientos como el altruismo y la agresividad de las hormigas principalmente y otros animales. El último capítulo se dedica a explicaciones sociobiológicas del comportamiento humano. Los sociobiólogos afirman que el comportamiento animal puede explicarse a partir de la selección natural, en términos de consideraciones evolutivas. La selección natural es fundamental a la teoría evolutiva y afirma que las características hereditarias que incrementan las posibilidades de supervivencia y reproducción serán más y mejor representadas en las generaciones subsiguientes, los atributos serán seleccionados. En tanto, mecanismos comportamentales heredados que permiten un organismo mayores posibilidades de sobrevivir o reproducirse muy probablemente estará presente en generaciones subsiguientes. Muchos biólogos aceptan que comportamientos hereditarios para la adaptación pueden presentarse en especies animales, pero la controversia se da en la aplicación del modelo evolutivo al ser humano, tanto dentro del ámbito de la biología evolutiva como desde la ciencia social. Al año siguiente a la publicación del libro Sociobiology: The New Synthesis, de Wilson, Richard Dawkins publicó su famoso libro El gen egoísta. Este fue un paso más de acercamiento a la psicología evolucionista, profundizando en el concepto de la sociobiología entendida como una propiedad emergente del individuo dentro de la sociedad. Esto es, entendiendo la sociobiología desde el punto de vista de la psicología evolucionista.

### Premisas, tesis e hipótesis
Las premisas de la sociobiología son la herencia de atributos comportamentales y la acción de la selección natural sobre esta herencia; los atributos deben actuar en pro de la adaptación al entorno. Tomando como referencia las categorías de comportamiento animal de Nikolaas Tinbergen, el análisis sociobiológico se puede clasificar en explicaciones a nivel especie y nivel individual. Las categorías según especie consisten en la función adaptativa del comportamiento y el proceso evolutivo detrás de esta funcionalidad. Las categorías a nivel individuo son su desarrollo y el mecanismo comportamental que se le sigue. Los sociobiólogos se interesan en como el comportamiento se explica lógicamente a partir de las presiones selectivas en la historia de las especies. Les concierne entonces el comportamiento instintivo o intuitivo y se hace énfasis en las semejanzas entre poblaciones animales. La tendencia maternal mamífera a la sobreprotección de la descendencia es un ejemplo de un comportamiento favorable para la supervivencia de un conjunto de especies, haciendo que los mecanismos evolutivos detrás de la evolución sea exclusivamente genético. 
Las tesis de ventajas genéticas a nivel individual tienen dificultades en explicar comportamientos sociales partir de la selección de genes particulares; la evolución se puede analizar a partir de la supervivencia de grupos, en contraste con evolución según cambios genéticos singulares. El análisis de grupos se hace a partir de los paradigmas y la estadística poblacional tomados de la teoría de juegos. EO Wilson argumenta que el altruismo se hace genéticamente posible cuando los individuos altruistas defienden a los miembros del grupo genéticamente más similares a ellos, es decir a los miembros de su familia, para que el gen altruista se mantenga. Un comportamiento social se explica primeramente como una hipótesis sociobiológica que busca una estrategia de estabilidad evolutiva que corresponda con el comportamiento observado. Las estrategias de análisis tienden a ser muy inestables, pero una estrategia bien formada puede predecir las frecuencias genéticas. 
Este tipo de hipótesis se apoya en la relación entre las frecuencias genéticas predecibles de la estrategia y las frecuencias expresadas en una población. Puede haber un problema teórico si el establecimiento de la relación incurre en circularidad: la ausencia de una diferenciación clara entre las medidas de la estrategia y la población real. Altruismo entre insectos sociales y mamíferos de la misma camada se ha explicado a partir de esta relación. Hay una relación directa entre la cercanía genéticamente entre individuos y sus posibilidades de altruismo, como también el infanticidio en casos mamíferos por los nuevos progenitores cuando el macho-alfa se ve desplazado. Infanticidio femenino y resorción de los fetos en roedores son fenómenos que aun buscan explicación; en general hembras con mayores posibilidades de concebir pueden contener comportamientos selectivos con respecto a su cría. Factores que pueden incidir en esta selectividad incluyen maximización del alimento y posibilidades de brindar protección de depredadores. Una premisa sociobiológica es que las características de temperamento en grupos de alelos existen en un equilibrio ecológico. De la misma manera que una expansión de presa produce una expansión de depredador, una expansión de caracteres altruistas puede permitir individuos especializados de una fuerte dependencia.

### Características genéticas
La sociobiología tiende a asociarse con los argumentos a favor de las bases genéticas de la inteligencia humana, aunque no es una tendencia estricta. Los críticos a la sociobiología afirman su inutilidad una vez los atributos no estén expuestos a presiones selectivas, o que los alelos sean tan variables que preestablecer genes ventajosos sea imposible. Para que una postura sociológica seria fuerte se sostenga en el caso humano, debe demostrarse el proceso evolutivo de la selección de la inteligencia en tanto genes heredados. Los investigadores detrás de esta postura argumentan que creatividad, extroversión y agresividad humana son entre 45% y 75% características genéticas. La inteligencia sería 80% genética. Los métodos, que tienden a involucrar gemelos, han sido criticado en varios niveles y se han abandonado. Los orígenes genéticos de la criminalidad, actualmente bajo investigación, argumentan que el comportamiento criminal es adaptativo.

## Críticas
Académicos en contra de la sociobiología humana de Wilson crearon el Grupo de Estudio Sociobiológico, incluyendo al biólogo Stephen Jay Gould, el genetista Richard Lewontin, el neurobiólogo Steven Rose, el psicólogo Leon Kamin, el antropólogo Marshall Sahlins y el pedagogo Alfie Kohn. El Grupo plantea vínculos entre la sociobiología y el determinismo biológico de forma comparable al darwinismo social de la sociología de finales del siglo XIX, el movimiento eugenésico de comienzos del siglo pasado y la controversia de los exámenes de coeficiente intelectual de los 1970's. Los argumentos políticos funcionan de ambos lados: en contra de los sociobiólogos por las repercusiones político-culturales de sus argumentos, y por parte de éstos señalando la existencia de presiones para ser políticamente correcto y mantener bajo la superficie fenómenos reales e incómodos. Sin embargo, la mayoría de las críticas contra la sociobiología son exclusivamente científicas: la distinción entre la historia y connotación política de una idea y su validez científica. 
La sociobiología se ha moldeado para justificar posiciones políticas de derecha, incluyendo la conservadora Heritage Foundation contra los afroamericanos del Norte y el Frente Nacional neonazi británico. Wilson no tenía ninguna agenda política específica al publicar su texto; quien afirma que el científico tiene la obligación de buscar y exponer la verdad a pesar de sus connotaciones políticas. Asegura que la sociobiología no produce directamente repercusiones ideológicas: la sociobiología se ha usado para mantener posturas muy diferentes como las de Robert Wright, Anne Campell, Frans de Waal y Sarah Blaffer Hardy. Noam Chomsky defendía la metodología sociobiológica pues era prácticamente la misma que usaba en sus estudios lingüísticos, pero rechazada las conclusiones de los sociobiólogos. Piotr Kropotkin había hecho argumentos sociobiológicos desde la anarquía en el texto Mutual Aid: A Factor of Evolution, haciendo énfasis el altruismo innato del ser humano.

### Críticas de biólogos
La aplicación de la sociobiología a la especie humana es inmediatamente motivo de controversia entre diferentes corrientes de biólogos. Por ejemplo, Stephen Jay Gould y Richard Lewontin critican a la sociobiología como otra forma más de determinismo biológico. Una perspectiva que anula los factores de libertad que anidan en el albedrío humano y lo sujeta al mandato de los genes hasta en su más noble expresión: el altruismo.
Jay Gould y Lewontine arguyen que el determinismo sociobiológíco lo que hace es justificar el statu quo conveniente para las élites, y que legítima los programas políticos de gobiernos autoritarios. Relacionan esta teoría con el darwinismo social, la eugenesia y las mediciones del IQ, que en los 1970s generaron controversias en su aplicabilidad a problemas humanos con alta carga ética. Para ellos Wilson comete una falacia naturalista. Conformaron un grupo académico que estudia evidencias que contradicen los postulados sociobiológicos. 
Wilson por su parte introduce el término sociobiología como el corpus teórico que sintetiza la explicación de los mecanismos evolutivos detrás del comportamiento social, tales como el altruismo, la agresión, la elección de pareja y el cuidado parental de las crías.
A los sociobiólogos se les acusa de ser hiperadaptacionistas, encontrando explicaciones adaptativas en comportamientos que no lo son necesariamente. Esto diferencia a la sociobiología de las demás teorías del comportamiento humano. Teóricos evolucionistas como Elisabeth Vrba, Richard Lewontin y Stephen Jay Gould han examinado vías no adaptativas en donde la evolución puede llevar a comportamientos particulares. La sociobiología únicamente acepta adaptación como explicación del comportamiento. Sin embargo los resultados de los modelos adaptacionistas en predecir comportamientos futuros en poblaciones y han dado fuerza a la centralidad evolutiva de la adaptación. Las teorías evolutivas sin ninguna base empírica son frecuentes en la sociobiología en parte porque son altamente maleables por su grado de abstracción.

### Críticas de antropólogos
También el antropólogo Marvin Harris y otros han criticado duramente a la socibiología, sobre la base de ignorar el concepto de cultura y la noción de adaptabilidad de la cultura. La cultura entendida como conjunto de conocimientos tradicionales de una sociedad, también es heredada en gran parte, y critica a los sociobiólogos por enfatizar en exceso los genes, como si fueran el único factor heredado, siendo como es que muchos conocimientos útiles para la supervivencia de sociedades ancestrales se transmitían a través de la cultura sin mediación de los genes.

### Otras críticas
Dentro de la comunidad científica, se han producido diferencias en cuanto al etnocentrismo sociobiológico, sus métodos de experimentación y los modelos matemáticos usados. Conclusiones que sobreinterpretan los resultados se dividen cuatro argumentos principalmente: antropomorfismo, reificación, hiperadaptacionsimo y falta de respaldo empírico. En los escenarios biológicos el antropomorfismo consiste en proveer a comportamientos animales motivaciones humanas; algunos discursos sociobiológicos caen en este error. Wilson hace una correlación directa entre altruismo de hormigas y humanas cuando las motivaciones humanas para el altruismo no tienen relación psicológica alguna con el altruismo de un insecto.

### Posicionamientos favorables
Los defensores de Wilson aseveran que los críticos han sobreinterpretado el determinismo biológico de la sociobiología, distinguiendo entre sus pretensiones descriptivas y reservas frente a la prescripción. Aun así, hay sociobiólogos que velan contra la reforma social por promover retrasos evolutivos basados en posiciones étnicamente proselitistas, argumentando como Richard Dawkins en la extensión selección altruista a los individuos emparentados racialmente, como una forma de metafamilia. Argumentos como esta caen bajo la forma de falacias naturalistas en donde los argumentos saltan de lo normativo a lo prescriptivo sin una sustentación clara. Un ejemplo común es sustentar guerras futuras arguyendo la condición natural humana de la guerra. Se asume también que los argumentos raciales son principalmente éticos antes que biocientíficos, aunque están sujetos a ser desprobados por razones biológicas. La historia de estos debates está compilada por Cronin, Segerstråle y Alcock. Adaptacionistas como Steven Pinker revelan el componente ad hominem de la discusión, sobre todo en lo referente a la discusión política.